# Gerd Harry Lybke

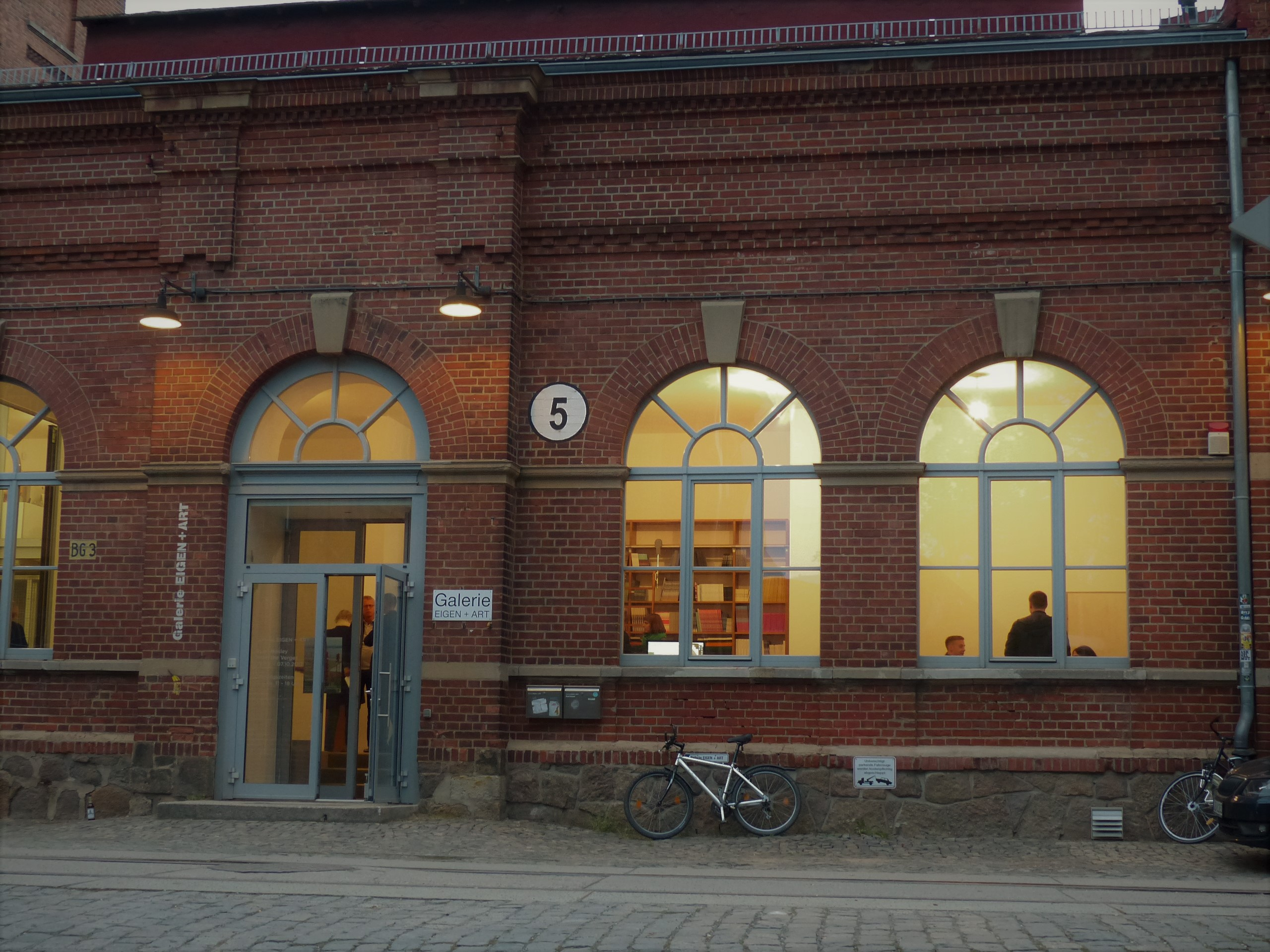
Galerie Eigen + Art in Leipzig (2017)

Gerd Harry „Judy“ Lybke (*  8. März 1961 in Leipzig) ist ein deutscher Galerist. Er gehört mit seiner Galerie Eigen + Art zu den führenden Händlern für zeitgenössische Malerei in Deutschland.

## Leben
Aufgewachsen ist Lybke in Leipzig-Meusdorf. Nach dem Abitur absolvierte er eine Ausbildung zum Maschinenmonteur in den Kirow-Werken in Leipzig-Lindenau. Er träumte nach eigenen Angaben davon, Kosmonaut zu werden, schreckte aber davor zurück, zum Studium nach Moskau zu ziehen. Die daraufhin anvisierte Karriere als Schauspieler wurde ihm in der DDR aus politischen Gründen verwehrt.
1983 wurde der 22-Jährige an der Hochschule für Grafik und Buchkunst (HGB) Aktmodell für Maler. Im selben Jahr begann er, in seiner Wohnung am Körnerplatz 8 in Leipzig Kunst von Freunden zu zeigen. Die erste Ausstellung hieß Die neuen Unkonkreten; ihr Beginn am 10. April 1983 markiert die Geburtsstunde der Galerie Eigen + Art. Nach einem Umzug 1985 in die Fritz-Austel-Straße 31 fungierte Eigen + Art als Werkstattgalerie. Stasi-Mitarbeiter zählten stets zum Publikum. Mitte der 1980er Jahre entdeckte Lybke den später weltweit bekannten Neo Rauch. 
Nach dem Mauerfall stellte er die Künstler, mit denen er damals in einem besetzten Haus in der Zentralstraße wohnte und arbeitete, auf internationalen Kunstmessen aus. 1992 eröffnete er in Berlin eine weitere Galerie. Mit der Wiedervereinigung startete er temporäre Ausstellungen in Tokio (1990), Paris (1991), Berlin (1992), New York (1993) und London (1994). 1997 brachte er fünf seiner Künstler auf die documenta X.
Lybke vertritt unter anderen Ákos Birkás, Birgit Brenner, Marc Desgrandchamps, Martin Eder, Tim Eitel, Stella Hamberg, Jörg Herold, Christine Hill, Uwe Kowski, Maix Mayer, Ryan Mosley, Carsten Nicolai, Olaf Nicolai, Neo Rauch, Ricarda Roggan, Yehudit Sasportas, David Schnell, Annelies Strba, Louisa Clement und Raul Walch.